# Highland Haven
Highland Haven es una ciudad ubicada en el condado de Burnet en el estado estadounidense de Texas. En el Censo de 2010 tenía una población de 431 habitantes y una densidad poblacional de 315,77 personas por km².

## Geografía
Highland Haven se encuentra ubicada en las coordenadas 30°36′26″N 98°23′43″O / 30.60722, -98.39528. Según la Oficina del Censo de los Estados Unidos, Highland Haven tiene una superficie total de 1.36 km², de la cual 1.1 km² corresponden a tierra firme y (19.54%) 0.27 km² es agua.

## Demografía
Según el censo de 2010, había 431 personas residiendo en Highland Haven. La densidad de población era de 315,77 hab./km². De los 431 habitantes, Highland Haven estaba compuesto por el 96.98% blancos, el 0.23% eran afroamericanos, el 0.46% eran amerindios, el 0.46% eran asiáticos, el 0% eran isleños del Pacífico, el 0.23% eran de otras razas y el 1.62% pertenecían a dos o más razas. Del total de la población el 3.02% eran hispanos o latinos de cualquier raza.